# Heihachi Mishima
Heihachi Mishima is een van de belangrijkste personages in de vechtspelserie Tekken. Hij is een van de slechts vier personages (de andere zijn Paul Phoenix, Nina Williams en Yoshimitsu) te zijn verschenen in elke game in de serie en hij doet twee optredens in de serie als de uiteindelijke baas (in zowel Tekken en Tekken 4). Hij is ook het enige Tekkenpersonage afgezien van Yoshimitsu dat voorkomt in de Soulcalibur-serie (hij is een gastpersonage in Soulcalibur II op de PlayStation 2 console).
De Tekken-regisseur Katsuhiro Harada heeft verklaard dat Heihachi zijn favoriete personage is uit de totale serie, en het personage dat hij het meest kiest bij het afspelen. Hij heeft Heihachi verder beschreven als een "zeer menselijk personage", waarin staat dat terwijl hij de focus had gelegd op zijn verschijning vond hij de filosofie van het personage interessanter, en dat in de serie was hij een "perfecte weergave van het kwaad dat schuilt in de harten van mens", een kwaad "veel meer dan een lelijke opgemaakte monster of demon. Heihachi's vechtstijl is niet gebaseerd op een bestaande stijl, en werd in plaats daarvan gemaakt door het ontwikkelingsteam.
Heihachi is de zoon van Jinpachi Mishima, de vader van Kazuya Mishima, de onwettige vader van Lars Alexandersson en de aangenomen vader van Lee Chaolan. Hij is ook nog de grootvader van Jin Kazama. Zijn vechtstijl is het Mishima-Karate en hij is de oprichter en de commandant van de Tekken Force Unit. Hij heeft de helft van de King of Iron Fist Toernooien georganiseerd. De tweede, vijfde en zesde King of Iron Fist toernooien worden georganiseerd door Kazuya, Jinpachi, en Jin respectievelijk.